# 선분

선분의 기하학적인 정의

선분(線分, segment)은 양쪽에 끝나는 점이 있는, 직선의 부분이다. 즉, 수학에서의 모든 종류의 선 중에서, 오직 선분만 양쪽의 끝나는 점이 존재하므로 어떤 선분을 수학적으로 표현하려면 양 끝의 점을 이용하여 나타내는게 간단하고 효율적이다. 따라서 점 A, B를 양끝으로 하는 선분을 선분 AB라 정의한다. 또한 선분은 양 끝이 존재하기 때문에, 무한의 길이를 가지는 직선, 반직선과 달리 길이를 잴 수 있는 고유한 특징도 있다.
선분은 두 점을 기준으로 그 선의 길이가 제한되므로, 그 선분의 바깥부분도 정의되었다. 즉, 직선 AB상에서는 존재하나, 선분 AB상에는 없는 부분을 선분 AB의 연장이라 한다.
선분의 이러한 특징들은 여러 공식들을 도출시키기도 한다. 선분 AB상의 한 점을 P라 할 때, P는 선분 AB를 내분하는데, 이때의 P를 AB의 내분점이라 한다. 또, 선분 AB의 연장선상의 한 점을 Q라 할 때, Q는 선분 AB를 외분하는데, 이때 Q를 선분 AB의 외분점이라 한다. 좌표평면상의 두 점 A(x1,y1), B(x2,y2)를 지나는 직선의 방정식은 매개변수 λ를 써서 {\displaystyle x=(1-\lambda )x_{1}+\lambda x_{2}} , {\displaystyle y=(1-\lambda )y_{1}+\lambda y_{2}}로 나타낼 수 있다. 이 식에서 0≤λ≤1이라고 하면, 선분 AB의 방정식이 된다.

## 같이 보기
- 직선
- 반직선
- 두 점 사이의 거리